# Stazione meteorologica di Cutigliano
La stazione meteorologica di Cutigliano è la stazione meteorologica di riferimento relativa alla località di Cutigliano.

## Coordinate geografiche
La stazione meteo si trova nell'Italia centrale, in Toscana, in provincia di Pistoia, nel comune di Cutigliano, a 640 metri s.l.m. e alle coordinate geografiche 44°06′N 10°44′E.

## Dati climatologici
In base alla media trentennale di riferimento (1961-1990), la temperatura media del mese più freddo, gennaio, è di +3,5 °C; quella del mese più caldo, luglio, si attesta a +19,9 °C.
| Cutigliano                                           | Mesi | Mesi | Mesi  | Mesi  | Mesi  | Mesi  | Mesi  | Mesi  | Mesi  | Mesi  | Mesi | Mesi | Stagioni | Stagioni | Stagioni | Stagioni | Anno   |
| Cutigliano                                           | Gen  | Feb  | Mar   | Apr   | Mag   | Giu   | Lug   | Ago   | Set   | Ott   | Nov  | Dic  | Inv      | Pri      | Est      | Aut      | Anno   |
| ---------------------------------------------------- | ---- | ---- | ----- | ----- | ----- | ----- | ----- | ----- | ----- | ----- | ---- | ---- | -------- | -------- | -------- | -------- | ------ |
| T. max. media (°C)                                   | 7,3  | 9,0  | 11,9  | 15,6  | 19,0  | 24,0  | 27,1  | 26,9  | 23,3  | 17,1  | 12,2 | 8,4  | 8,2      | 15,5     | 26,0     | 17,5     | 16,8   |
| T. media (°C)                                        | 3,5  | 4,6  | 7,0   | 10,4  | 13,6  | 17,6  | 19,9  | 19,8  | 17,0  | 12,4  | 7,9  | 4,5  | 4,2      | 10,3     | 19,1     | 12,4     | 11,5   |
| T. min. media (°C)                                   | −0,3 | 0,1  | 2,2   | 5,1   | 8,1   | 11,1  | 12,7  | 12,7  | 10,7  | 7,6   | 3,6  | 0,7  | 0,2      | 5,1      | 12,2     | 7,3      | 6,2    |
| Radiazione solare globale media (centesimi di MJ/m²) | 600  | 880  | 1 350 | 1 700 | 2 090 | 2 290 | 2 310 | 1 960 | 1 490 | 1 020 | 640  | 480  | 1 960    | 5 140    | 6 560    | 3 150    | 16 810 |